# Agence réceptive
Dans l'activité du tourisme, une agence réceptive est une agence qui dans le pays d'accueil, organise des excursions, des séjours et des circuits pour des touristes,.
L'agence réceptive (code NAF 7911Z) est avant tout une agence de voyages. Qu'elle se présente comme revendeur, organisateur spécialiste d'une région ou d'activités , la vente de produits touristiques constitue une activité strictement règlementée par le Code du tourisme (articles L.211-1 et suivants) et couverte obligatoirement par une garantie financière au profit du consommateur.

## Rôle
En France, une agence réceptive est avant tout une profession très réglementée. Il s'agit nécessairement d'une agence de voyages qui réalise des forfaits à la demande de ses clients, ou/et peut aussi avoir une activité de voyagiste. Ainsi agence réceptive, agence de voyages, voyagistes, tour-operateurs… ont le même statut. Les agences dites de communication ou agences dites événementielles organisant des voyages de stimulation dits incentives, team buildings ou autres activités rétribuées sont également concernées par ce même statut contrairement à une idée répandue, dans la mesure où toute personne physique ou morale (entreprises, eurl, sarl, etc., auto-entrepreneurs inclus) qui se livre ou apporte son concours, quelles que soient les modalités de sa rémunération (commission, rétrocession, pourcentage, rémunération à la prestation, etc.) aux opérations listées ci-dessous :
1. l'organisation et/ou vente de voyages ou de séjours individuels ou collectifs ;
2. l'organisation et/ou vente de services pouvant être fournis à l'occasion de voyages ou de séjours, notamment la délivrance de titres de transport, la réservation de chambres dans des établissements hôteliers ou dans des locaux d'hébergement touristique et la délivrance de bons d’hébergement ou de restauration ;
3. l'organisation et/ou la vente de services liés à l'accueil touristique, notamment l'organisation de visites de musées ou de monuments historiques ;
4. la production et/ou la vente de forfaits touristiques ;
5. l'organisation et l'accueil de foires, salons et congres ou de manifestations apparentées dès lors que ces opérations incluent tout ou partie des prestations prévues aux 1,2,3 précédents ;
6. l'émission de bons permettant d'acquitter le prix de l'une des prestations mentionnées aux 1 à 5 précédents : production de coffrets cadeaux à caractère touristique.

Elle doit être immatriculée au registre des opérateurs de voyages et de séjours d'Atout France. Ces activités sont clairement mentionnées dans l'article L.211-1 et suivants du Code du tourisme.
Elle se charge aussi de réaliser de services de voyages sous forme de forfaits incluant plusieurs services de voyages tels que l'hébergement en hôtel, la réservation de restaurants, des entrées de musée, des visites guidées, des transports terrestres, aériens, et maritimes,des réceptions,... Les clients des réceptifs sont variés. En plus des voyagistes et agences de voyages, les entreprises, associations , groupes et individuels privés peuvent leur faire appel. La fréquence des réservations et le volume d'affaires du réceptif permettent d'acheter auprès de fournisseurs de services touristiques locaux des prestations négociées à un tarif plus avantageux par rapport à une revente en direct au client .
Les agences réceptives immatriculées à Atout France sont représentées par les EdV - Les Entreprises du Voyage - qui a été créée en 1945 d'abord sous le nom de "SNAV" pour représenter dans leur diversité les agents de voyages et regrouper, sous toutes leurs formes, les activités de la Distribution et de la Production. Les EDV s’imposent comme l’organisation incontournable des métiers du voyage qu’elle représente auprès des pouvoirs publics, des fournisseurs, des grands partenaires et des médias grand public et professionnels. L'instance siège aux côtés des autorités administratives et des organisations syndicales. En défendant les intérêts de chacun, en cultivant un esprit de solidarité, elle veille à la pérennité de tous. Il intervient notamment dans des litiges entre professionnels et pour la défense du Consommateur . D'autres organisations ou regroupements d'agences réceptives existent sur le territoire français, mais elles restent des initiatives privées.

## Principaux services proposés par un réceptif
- La conception de programmes qui correspondent aux souhaits des touristes ;
- la réservation des chambres d’hôtels, des restaurants, des soirées, des entrées, des spectacles, des guides, des transports locaux, etc.
- l’organisation, l’exécution et le contrôle des prestations prévues au programme ;
- la transmission d’informations techniques concernant le séjour mais aussi générales concernant le pays, les habitants, les usages, les coutumes, etc.

Le réceptif est le garant du bon déroulement du séjour des touristes sur leurs lieux de vacances. C'est en fait sur lui que tout repose.

## Commercialisation
En France, les agences de voyages réceptives sont soumises à un régime particulier, elles ne bénéficient pas du régime leur permettant de récupérer/faire récupérer la TVA. On parle de régime particulier des agences de voyages, les agences de voyages réceptives étant soumises au régime de la TVA sur marge. Ainsi la TVA ne peut être récupérée ni par l'agence, ni par le client. Cela explique la concurrence illégale des agences de communication événementielles qui surfent sur cette méconnaissance de l'article L.211-1 du code du tourisme, étant déclarées comme activités de conseil ou organisation de foires... faisant bénéficier de tarifs plus bas à leurs clients, mais qui sont finalement de plus en plus contrôlées par la DGCCRF afin qu'elles s'immatriculent au registre d immatriculation d'Atout France. Car même si le secteur du tourisme recrute, celui du tourisme réceptif est en crise, il concerne plusieurs milliers d'emplois en France et dans les DOM.
La commercialisation est proposée sous forme de forfaits touristiques incluant x services ne pouvant donc pas être facturés séparément. Ces forfaits sont vendus directement au consommateur, ou indirectement par l'intermédiaire d'autres agences de voyages.
Longtemps, les voyagistes achetaient leurs packages et prestations auprès des réceptifs puis commercialisaient leurs forfaits uniquement par les agences de voyages, à qui ils reversaient une commission (B to B : business to business).
Ce mode de distribution, bien que restant encore majoritaire, doit faire face aujourd'hui à la concurrence d'Internet.
On assiste aujourd'hui à un phénomène que l'on nomme la désintermédiarisation :
- de plus en plus de voyagistes vendent maintenant en B to C (business to consumer).
- de plus en plus de clients achètent directement auprès de réceptifs.

## Tendances
Avec les crises financières successives, la montée en puissance d'Internet et des compagnies à bas coûts, la baisse du pouvoir d'achat des consommateurs, les habitudes de consommation évoluent considérablement.
La désintermédiation et le « dépackaging » semble être des tendances qui se confirment durablement. En clair, le consommateur tend toujours plus à faire son marché sur Internet et à contourner l'agent de voyages traditionnel et/ou le voyagiste en achetant directement son voyage sur la Toile ses prestations en direct auprès de chaque prestataire.
Chaque prestation qui compose le voyage est achetée à l'unité et non plus sous la forme de package.
Le consommateur devient acteur en créant lui-même son voyage : c'est un consom'acteur.
ex :
- achat du vol au meilleur prix auprès d'une compagnie aérienne
- achat de l’hôtellerie en direct
- achat des prestations terrestres sur place.

Si cette formule permet d’éviter de payer les rémunérations des intermédiaires, celle-ci n’est pas la meilleure façon d'obtenir les meilleurs rapports qualité/prix.
En ce qui concerne la qualité, ce n’est pas internet qui permet de se faire une idée précise sur la qualité d’un produit. Les réceptifs sont installés, à demeure, dans le pays, ils testent et contrôle régulièrement la qualité des différents prestations locales (hôtels, restaurants, etc.). Les réceptifs bénéficient de réductions importantes auprès des prestataires locaux car ils leur assurent tous les ans un chiffre d’affaires non négligeable. Les remises qu’obtiennent les réceptifs auprès des prestataires locaux sont bien supérieures à la marge que les réceptifs facturent à leurs clients, ce qui explique pourquoi les meilleurs rapports qualité/prix sont offerts par les réceptifs.

## Synonymes
Les professionnels du tourisme donnent plusieurs synonymes au terme agence réceptive :
- agence de voyages réceptive
- réceptif
- bureau de réceptif
- agence locale (= agence du pays)
- agent local
- représentant local
- DMC Destination Management Company (terme anglais)
- agence de développement du tourisme local